# 니콘 D4
니콘 D4(Nikon D4)는 2012년 3월 출시된 니콘의 디지털 SLR 카메라이다. US $5999.95 에 발매되었다. 니콘 D3s, D3x 의 후속기종으로, 1,640만 화소의 CMOS 센서를 장착하였다. ISO는 204,800까지 확장 지원이 가능하며, 최고 셔터 속도는 1/8000초이다. 51개의 자동 초점 포인트를 가지고 있으며, 니콘 D4는 D800이나, 캐논 EOS 5D Mark III보다 상위 기종이고, 스포츠나 동적인 이미지의 촬영에 특화되어 있다. 또한 해상도 손실 없이 모든 사진에 초점을 고정하면서 최대 200장의 버스트 모드를 20초간 초당 11연사로 촬영할 수 있다. 타사의 경쟁 모델로는 캐논 EOS-1D X 등이 있다.

## 성능
- ISO 100-12800(확장 감도 50-204,800)를 지원하는 1,640만 화소 풀프레임(36mm×24mm) 센서
- 니콘 Expeed 3 이미지/비디오 프로세서
- 9만1천픽셀 RGB 메터링 센서
- 어드벤스드 Multi-CAM3500FX 오토 포커스 센서 (51포인트, 15 크로스)
- 0.12초 전원 작동 및 0.042초 셔터 딜레이
- 버퍼 없이 100 RAW 및 200 JPEG 연사 촬영
- 빌트 인 HDR 및 타임 랩스 모드
- 데이터 전송을 위한 빌트인 10/100 T 이더넷 포트
- 1080p Full HD 비디오 24, 25, 30fps 기록 720p 25/50 및 30/60fps 기록
- HDMI HD 비디오 아웃, 스테레오 모니터 헤드폰 아웃, 스테레오 3.5mm 인풋 및 수동 사운드 레벨 컨트롤
- 최대 40만 내구성을 지원하는 케블라/카본 파이버 셔터
- 라이브 뷰 모드에서 위상차 검출 방식 및 콘트라스트 AF 사용 가능
- 라이브 뷰 모드에서 수평계 사용, 비디오 촬영 중 'Active D-light'로 6 셋팅의 브라케팅 조절
- 듀얼 카드 슬롯, 1개의 콤팩트플래시 및 XQD 카드 슬롯
- 렌즈 마운트부를 포함한 완벽한 방진 방적 실링
- Nikon GP-1 사용시 GPS 인터페이스 지원

## 평가

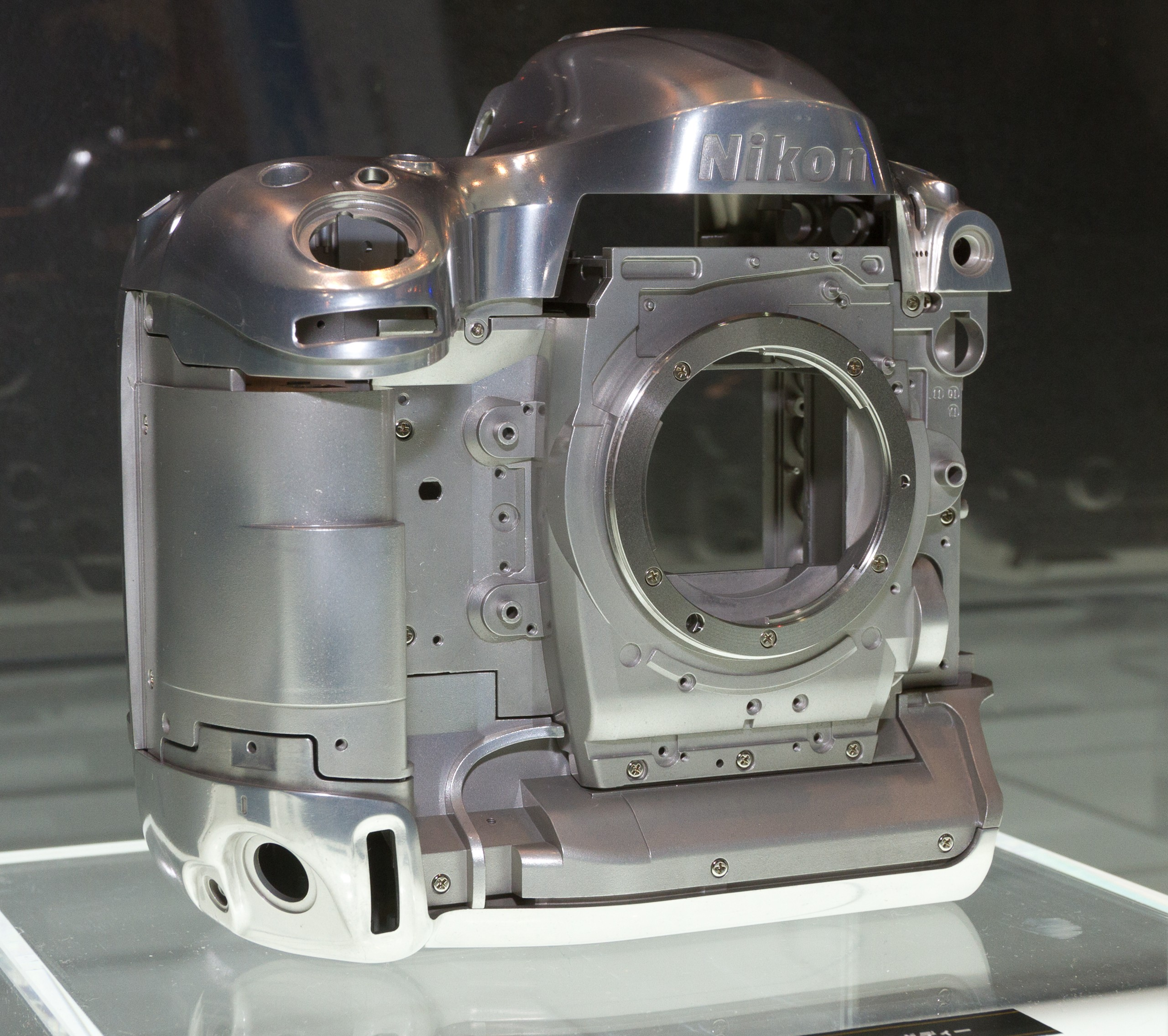
Nikon D4 마그네슘 합금 프레임

D4 의 이미지 센서는 현재 DXOmark 센서 벤치마크에서 세번째로 높은 점수를 기록하고 있다. 이는 니콘 D800과 페이즈 원의 IQ180 밖에 없다.

## 같이 보기
- 풀프레임 DSLR